# Cinquante Nuances de Grey (film)
Cet article concerne le film de Sam Taylor-Wood. Pour le roman d'E. L. James, voir Cinquante Nuances de Grey.
Série Cinquante Nuances
Cinquante Nuances plus sombres
(2017)
Pour plus de détails, voir Fiche technique et Distribution.
Cinquante Nuances de Grey (Fifty Shades of Grey) est un film dramatique érotique américain réalisé par Sam Taylor-Wood, sorti en 2015.
Il s'agit de l'adaptation du bestseller homonyme d'E. L. James, premier tome de la trilogie Fifty Shades. Les personnages principaux, Christian Grey et Anastasia Steele, sont interprétés respectivement par Jamie Dornan et Dakota Johnson.
Le film connaît un immense succès, et a rapporté plus de 500 millions de dollars au box office mondial.
Anastasia Steele doit interviewer le richissime homme d'affaires Christian Grey pour le journal de sa faculté pour rendre service à sa colocataire, Kate Kavanagh, qui ne peut pas s'y rendre elle-même car elle est souffrante. Elle est bientôt séduite par la personnalité de Grey, mais ce dernier va chercher à la dérouter et lui fait d'étranges propositions, l’entraînant finalement dans une relation sadomasochiste.
Elle va ensuite se prêter au jeu malgré ses doutes, mais C. Grey, lui-même très incertain, cherche tant à la fuir qu'à revenir vers elle.

## Synopsis
Anastasia Steele, 21 ans, étudiante en littérature anglaise à l'université d'État de Washington (WSU) près de Vancouver, se voit confier par sa colocataire Kate Kavanagh l'interview de Christian Grey, un entrepreneur milliardaire âgé de 27 ans pour le journal de l'université, Kate étant malade. Ana accepte. Au siège social de Christian, à Seattle, Ana trébuche dans le bureau de celui-ci. Christian, qui est le conférencier de l'année à la WSU, s'intéresse à elle. Peu de temps après, il se rend chez Clayton's, la quincaillerie où Ana travaille. Il accepte la demande d'Ana pour une séance photo destinée à accompagner son interview.
Christian invite Ana à prendre un café, mais il part brusquement en disant à celle-ci qu'il n'est pas l'homme qu'il lui faut. Christian envoie plus tard des exemplaires originaux de deux romans de Thomas Hardy, dont Tess d'Urberville.
Ana et ses amis célèbrent leur obtention de diplômes dans un bar local. Après avoir trop bu, Ana appelle spontanément Christian, lui disant qu'elle lui renverra les livres le lendemain et le réprimande au sujet de sa façon d'agir avec elle. Christian se précipite au bar et trouve Ana, qui s'évanouit. Elle se réveille le lendemain dans la chambre d'hôtel de Christian, soulagée qu'ils n'aient rien fait d'intime.
Ana et Christian commencent à se voir, bien qu'il insiste pour qu'elle signe un accord de confidentialité, lui défendant de révéler des détails de leurs rencontres. Christian lui explique que les relations qu'il entretient se rapportent au BDSM et les règles sont clairement définies dans un contrat signé. Ana révèle à Christian qu'elle est encore vierge. Tout en considérant l'accord, en négociant certaines règles à avoir et après avoir visité la « salle de jeux » de ce dernier, une pièce remplie de meubles et d'équipement consacré au BDSM, elle et Christian ont des relations sexuelles.
Christian offre à Ana des cadeaux : une nouvelle voiture ainsi qu'un ordinateur portable. Après qu'Ana et Kate ont déménagé à Seattle, Ana continue de voir Christian. Pendant le dîner chez les Grey, la famille de Christian, Ana annonce qu'elle part le lendemain pour rendre visite à sa mère en Géorgie. Plus tard, Christian se montre frustré lorsque Ana lui annonce qu'elle souhaiterait avoir bien plus que la relation unilatérale qu'il propose. Elle est choquée quand Christian débarque à l'improviste en Géorgie. Ils ont encore des rapports sexuels, mais Christian s'en va peu après pour s'occuper d'un cas urgent à Seattle.
Après son retour à la maison, Ana continue à voir Christian, qui souhaiterait avoir de nouvelles expériences sexuelles. Ana consent initialement, mais Christian reste émotionnellement distant, ce qui la bouleverse. Tout en considérant le contrat, et dans un effort pour comprendre Christian psychologiquement, Ana lui demande de lui montrer comment il envisage sa façon de la « punir » quand elle enfreindrait certaines règles. Christian fouette les fesses d'Ana six fois avec une ceinture. Bouleversée et dégoûtée à la fois, Ana rompt avec Christian après avoir conclu qu'il a tort pour elle et que ses pratiques se révèlent excessives.
Dans une fin alternative. Christian court sous la pluie tandis qu'Ana sanglote dans son appartement. Christian découvre un cadeau qu'Ana lui a fait avec une note où elle lui dit que le cadeau (une maquette de planeur) lui rappelle un moment heureux qu'elle a passé en sa compagnie : son premier vol en planeur en Géorgie, une des passions de Christian.

## Fiche technique
- Titre original : Fifty Shades of Grey
- Titre français et québécois : Cinquante Nuances de Grey
- Réalisation : Sam Taylor-Wood
- Scénario : Kelly Marcel, d'après Cinquante Nuances de Grey (Fifty Shades of Grey) d'E. L. James
- Musique : Danny Elfman
- Direction artistique : Laurel Bergman, Michael Diner et Tom Reta
- Décors : David Wasco
- Costumes : Mark Bridges
- Photographie : Seamus McGarvey et Jeremy Stanbridge
- Son : Anna Behlmer, Jason Chiodo, Terry Porter, Becky Sullivan
- Montage : Anne V. Coates, Lisa Gunning et Debra Neil-Fisher
- Production : Dana Brunetti, Michael De Luca et E. L. James

Production délégué : Jeb Brody et Marcus Viscidi
- Sociétés de production [1] : Focus Features, Michael De Luca Productions, Trigger Street Productions et Universal Pictures[2]
- Sociétés de distribution : Universal Pictures (États-Unis, Canada), Universal Pictures International (France, Belgique, Suisse romande), United International Pictures (UIP) (24 autres pays)
- Budget : 40 millions de $[3]
- Pays d'origine :  États-Unis
- Langue originale : anglais
- Format[4] : couleur - 35 mm / D-Cinema - 2,39:1 (Cinémascope) (Panavision) - son SDDS | Dolby Digital | Datasat | Auro 11.1
- Genre : Drame, romance, thriller, érotique
- Durée : 125 minutes ; 129 minutes (version non censurée)
- Dates de sortie[5] :
  - France, Belgique, Suisse romande : 11 février 2015[6],[7]
  - États-Unis, Québec[8] : 13 février 2015
- Classification[9] :
  -  États-Unis : Interdit aux moins de 17 ans (certificat #49529) (R – Restricted) [Note 1].
  -  France : Interdit aux moins de 12 ans (visa d'exploitation no 141379 délivré le 9 février 2015)[10],[Note 2]./à la télévision[11],[12] : Déconseillé aux moins de 16 ans ou aux moins de 12 ans en version « légèrement retravaillée ».
  -  Québec : 16 ans et plus (16+ / 16 years and over).
  -  Belgique : Interdit aux moins de 16 ans (KNT/ENA : Kinderen Niet Toegelaten /Enfants Non Admis)[7],[13],[Note 3].

## Distribution
- Jamie Dornan (VF: Valentin Merlet; VQ : Éric Bruneau) : Christian Grey
- Dakota Johnson (VF: Delphine Rivière; VQ : Rachel Graton) : Anastasia « Ana » Steele
- Eloise Mumford (VF : Laëtitia Coryn; VQ : Kim Jalabert) : Kate Kavanagh
- Luke Grimes (VF: Nicolas Berno; VQ : Philippe Martin) : Elliot Grey
- Rita Ora (VF: Marie Tirmont) : Mia Grey
- Victor Rasuk (VF : Alexandre Guansé; VQ : Hugolin Chevrette) : José Rodriguez
- Max Martini (VF : Serge Biavan; VQ : Pierre-Étienne Rouillard) : Jason Taylor
- Dylan Neal (VF: Jean-Baptiste Marcenac; VQ : Antoine Durand) : Robbin « Bob » Adams
- Callum Keith Rennie (VF : Philippe Crubézy; VQ : Patrick Chouinard) : Ray Steele
- Jennifer Ehle (VF: Anne Rondeleux; VQ : Valérie Gagné): Carla May Wilks
- Marcia Gay Harden (VF: Nathalie Spitzer; VQ : Élise Bertrand) : Grace Trevelyan Grey
- Andrew Airlie (VF : Patrick Bonnel; VQ : Daniel Picard) : Carrick Grey
- Elliat Albercht (VF: Zina Khakhoulia) : Olivia
- Taylor Zakhar Perez (VF: Benjamin Bollen) : Allen « Al » Jenkins
- Anthony Konechny (es) : Paul Clayton
- Emily Fonda : Martina
- Rachel Skarsten : Andrea
- Anne Marie DeLuise : Docteur Greene
- Steven Cree Molison (en) : Benson
- Tom Butler : le président de l'Université WSU

- Version française
  - Société de doublage : Les Studios de Saint-Ouen
  - Direction artistique : Béatrice Delfe
  - Adaptation des dialogues : Juliette Caron et Manuel Delilez

Source : version française sur AlloDoublage version québécoise sur DoublageQC.

## Production

### Développement
Courant 2012, il est révélé que plusieurs studios sont intéressés pour obtenir les droits de la trilogie Fifty Shades d'E. L. James. Warner Bros., Sony Pictures, Paramount, Universal Pictures, ou encore la société de production de Mark Wahlberg sont en négociations,. C'est finalement Universal Pictures et Focus Features qui obtiennent les droits de la trilogie en mars 2012.
En mai 2013, le studio souhaite engager Joe Wright comme réalisateur. Patty Jenkins, Bill Condon, Bennett Miller et Steven Soderbergh sont également envisagés. En juin 2013, E. L. James annonce que Sam Taylor-Wood dirigera l'adaptation de son roman. Angelina Jolie fut elle aussi sollicitée pour tourner le film, mais elle refusera pour pouvoir tourner Invincible.
La Britannique Kelly Marcel est ensuite engagée pour écrire le script,. La réalisatrice Sam Taylor-Wood fait ensuite appel à Patrick Marber pour retravailler le scénario. Universal embauche ensuite Mark Bomback comme script doctor.

### Attribution des rôles
E. L. James fait savoir sur Twitter que son premier choix pour le rôle de Christian Grey était Robert Pattinson. Dès la confirmation du projet, de nombreuses rumeurs circulent sur les noms de l'actrice et l'acteur choisis pour les rôles de Anastasia et Christian. On parle notamment de Mila Kunis, Emma Watson, Scarlett Johansson, Kat Dennings, Olivia Wilde Margot Robbie, Emilia Clarke, Jennifer Lawrence, Shailene Woodley, Elizabeth Olsen, Imogen Poots, Danielle Panabaker, Lucy Hale ou encore Felicity Jones pour le rôle d'Anastasia Steele. Pour le rôle de Christian Grey, on parle tout d'abord de Ryan Gosling, ainsi que Garrett Hedlund, Chris Evans, Henry Cavill, Matt Smith, Armie Hammer, Matthias Schoenaerts, Ryan Guzman, Matt Bomer, Chris Hemsworth, Christian Cooke, Dominic Cooper, Stephen Amell, Alexander Skarsgård, François Arnaud, Billy Magnussen, Patrick J. Adams, Scott Eastwood ou encore Luke Bracey. Le mannequin et acteur David Gandy a refusé le rôle de Christian Grey.
En septembre 2012, Dakota Johnson, fille des acteurs Melanie Griffith et Don Johnson, est confirmée dans le rôle principal féminin. Dans la foulée, Charlie Hunnam se voit confier le rôle de Christian. Quelques jours plus tard, ces choix sont vivement critiqués sur Internet et certains internautes créent même une pétition, et demandent qu'Alexis Bledel et Matt Bomer remplacent Dakota Johnson et Charlie Hunnam. Environ un mois plus tard, Charlie Hunnam quitte finalement le projet, officiellement pour cause d'emploi du temps incompatible avec sa série télévisée Sons of Anarchy. Plus tard, il est révélé que l'acteur, en plus d'être touché par l'accueil mitigé des internautes, a demandé quelques réécritures du script que le studio a refusées, et jugé son salaire trop faible. Quelques jours plus tard, il est remplacé par Jamie Dornan.
Début décembre 2013, alors que le tournage a déjà débuté, Marcia Gay Harden rejoint la distribution dans le rôle de Grace Trevelyan Grey, la mère adoptive de Christian Grey, alors que la chanteuse Rita Ora est choisie pour incarner sa sœur, Mia Grey,. Quelques jours plus tard, c'est au tour de Dylan Neal de rejoindre le projet, dans le rôle de Robbin « Bob » Adams, le beau-père d'Anastasia Steele.

### Tournage

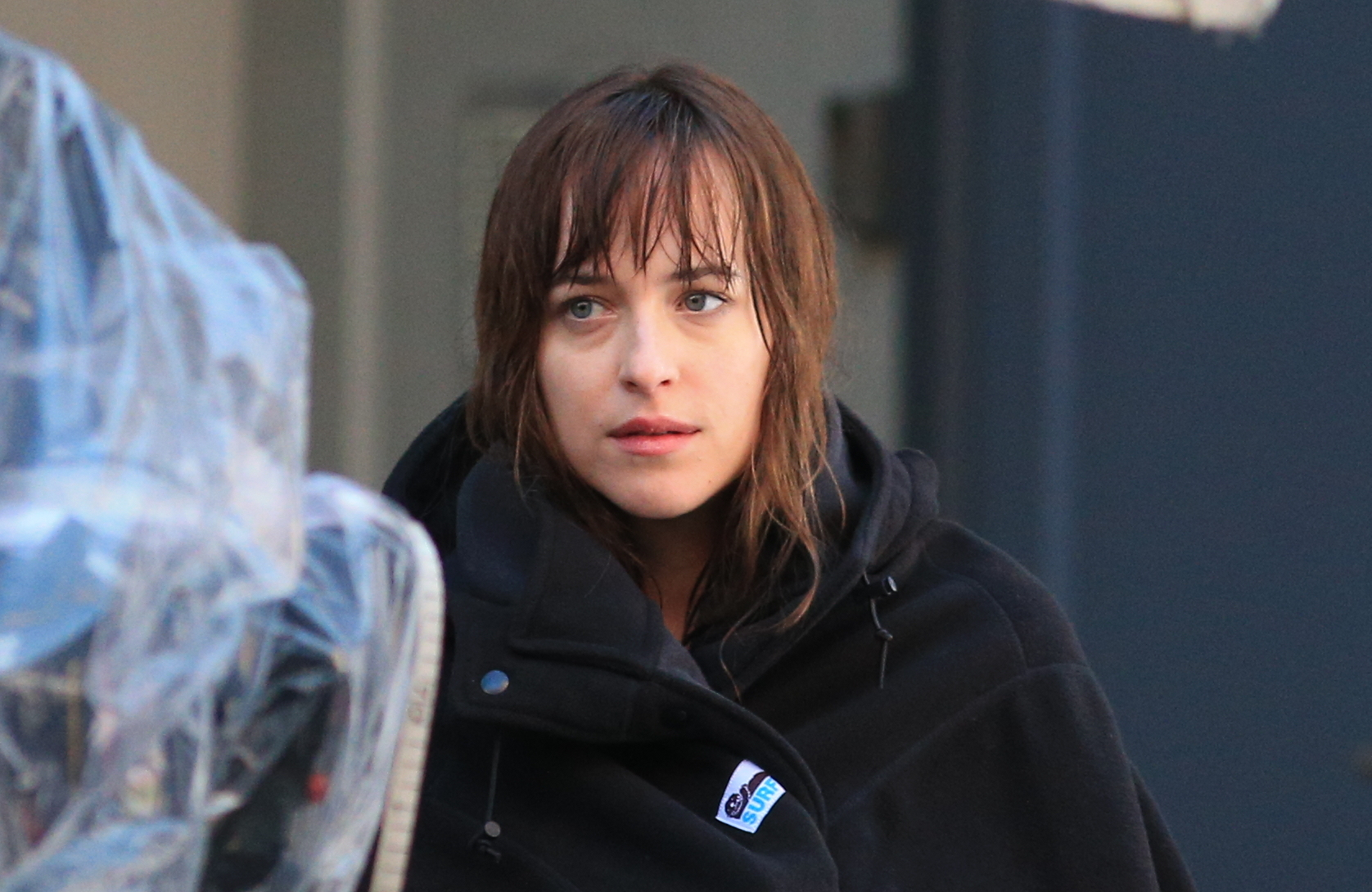
L'actrice Dakota Johnson sur le tournage.

Le tournage devait à l'origine commencer le 5 novembre 2013, mais est repoussé à la suite du changement d'acteur principal. Il débute finalement le 1er décembre 2013 à Vancouver. « Aucun film à Hollywood n'a jamais fait l'objet de telles mesures de confidentialité de la part d'un studio » affirme Sam Taylor-Wood. Tout en conservant un bon souvenir du tournage, Jamie Dornan déclare que les scènes osées et nues de ce film ont été « très délicates à tourner » et qu'elles ont été réalisées à la fin du tournage afin que les acteurs soient plus à l'aise ; il ajoute que pour lui, « Grey est un type fêlé. »

### Musique
La musique du film Cinquante Nuances de Grey est commercialisée dans deux disques :
- Fifty Shades of Grey (Original Motion Picture Soundtrack) est la première bande originale du film. Il s'agit d'une compilation des chansons entendues dans le film, interprétées par divers artistes comme The Rolling Stones, Frank Sinatra ou Sia[46]. L'album est disponible dès le 10 février 2015. Beyoncé a notamment réenregistré la chanson Crazy in love spécialement pour le film.
- Fifty Shades Of Grey (Original Motion Picture Score) est la seconde bande originale du film. Il s'agit de la partition du film qui regroupe les thèmes instrumentaux. L'album sort le 17 février 2015. Toutes les musiques ont été composées par Danny Elfman.

## Accueil

### Sortie
Le film devait à l'origine sortir aux États-Unis le 1er août 2014, la sortie est cependant repoussée au 13 février 2015 à la suite du changement d'acteur. Le 24 juillet 2014, la première bande-annonce est dévoilée sur Youtube et fait le buzz en termes d'audience. Il s'agit de la bande-annonce la plus vue de l'année 2014. Le film fait l'ouverture de Festival international du film de Berlin en février 2015.
À un mois de la sortie du film, les préventes de billets en ligne ont atteint des records, ce qui laisse présager un éventuel succès en salle : plus de deux millions de réservations dans le monde dont deux cent mille rien qu'en France à quelques jours de la sortie en salles. Cinq jours après sa sortie en salles, le film atteint en France le chiffre de un million sept cent mille entrées.
Aux États-Unis, Cinquante Nuances de Grey prend la première place du box-office durant les deux premières semaines d'exploitation avec 136 836 590 $, dont un démarrage à 85 171 450 $ le week-end de sa sortie. En douze semaines d'exploitation, le long-métrage a rapporté 166 167 230 $ de recettes sur le territoire américain et 569 651 467 $, ce qui en fait un succès commercial au vu de son coût de production.
En France, le film prend la tête du box-office la semaine de sortie avec plus de deux millions d'entrées. Il reste dans le top 20 hebdomadaire pendant sept semaines en ayant cumulé plus de quatre millions d'entrées,. Finalement, Cinquante Nuances de Grey totalise 4 043 310 entrées au cours de son exploitation en salles.

### Plan média
À la sortie du film en France, des mesures inédites ont été prises pour contrôler la presse. Les journalistes n'étaient pas autorisés à publier de critique sur le film avant 10 heures du matin mercredi 11 février 2015, décision de la production « pour s'assurer un carton plein à quelques jours de la Saint-Valentin », en plus du grand renfort publicitaire opéré une semaine avant. Pourtant, certains journalistes et fans sont invités à New York le vendredi précédant la sortie à une avant-première.

### Accueil critique
Avant même sa sortie, il est reproché le peu de fidélité envers le roman, le long métrage ayant édulcoré les scènes érotiques à la description trop crue,,. Celles-ci occupent finalement une vingtaine de minutes sur les deux heures du film, chose rare pour un film hollywoodien. « E.L. James était là pour nous rappeler les fondamentaux du livre et surtout ce que les fans appréciaient dans le roman. Mais je n'ai jamais lâché sur ma propre liberté » dit la réalisatrice, ce qui confère au film des écarts par rapport au roman face au caractère d'Anastasia Steele. « Elle a montré d'emblée cette capacité à se réapproprier le personnage, à en faire une Anastasia assez différente de celle du livre » souligne la réalisatrice Sam Taylor-Johnson, au ton général du film plus léger avec des notes d'humour, ou encore certaines scènes librement adaptées : les aspects « roman à l'eau de rose » de l’œuvre originale ont été évités, même si « l'esprit du roman » est resté.
Ces premiers avis n'ont pas empêché l'annonce de l'adaptation des deux autres romans comme suite, (Cinquante nuances plus sombres et Cinquante nuances plus claires), confirmée officiellement par la réalisatrice Sam Taylor-Johnson et l'auteur E.L. James lors de la projection du film en avant-première à New York.
Dans l'ensemble, le film reçoit un accueil mitigé.
Sur le site d'Allociné le film reçoit des critiques mitigées. La presse lui donne une moyenne de 2,1/5 basée sur 22 critiques presse. Les spectateurs lui donnent une moyenne de 2,8/5.
Sur le site d'IMDb le film obtient la note de 4,2/10.
Sur le site Metacritic le film obtient un Metascore de 46/100 basé sur 46 avis.
Le site de Rotten Tomatoes lui donne un taux d'approbation de 25 % basé sur 216 votes.

### Box-office
| Pays ou région    | Box-office        | Date d'arrêt du box-office | Nombre de semaines |
| ----------------- | ----------------- | -------------------------- | ------------------ |
| États-Unis Canada | 166 167 230 $     | 7 mai 2015                 | 12                 |
| France            | 4 068 085 entrées | 29 mars 2015               | 7                  |
| Mondial           | 571 006 128 $     | n/a                        | -                  |

Pour son premier weekend aux États-Unis, le film rapporte 85 171 450 $ et s'empare de la première place du box-office. À la fin de son exploitation, Cinquante Nuances de Grey totalise 166 167 230 $ de recettes en Amérique du Nord et 571 006 128 $ de recettes mondiales.
En France, le film a effectué un démarrage record lors de sa première semaine en s'emparant de la première place du box-office français avec un total de 2 081 638 entrées. Cinquante Nuances de Grey effectue donc le meilleur démarrage de l'année 2015 devant Taken 3 (1 192 842), avant de se faire détrôner par Fast and Furious 7 (2 158 508),. À la fin de son exploitation en salles, le film totalise une fréquentation de 4 068 085 spectateurs.

## Distinctions
Entre 2015 et 2016, Cinquante Nuances de Grey a été sélectionné 38 fois dans diverses catégories et a remporté 9 récompenses,.

### Sélections
- Festival international du film de Berlin[68] : Sélection officielle - Hors-compétition pour Sam Taylor-Johnson.

### Distinctions 2015
| Cérémonie ou récompense                                                 | Catégorie / Récompense                                      | Nommé(es) / Lauréat(es)                                                                      | Nommé(es) / Lauréat(es) |
| ----------------------------------------------------------------------- | ----------------------------------------------------------- | -------------------------------------------------------------------------------------------- | ----------------------- |
| Cercle féminin des critiques de films                                   | Prix "Je plaisante" des Meilleures images féminines         | Cinquante nuances de Grey                                                                    | Lauréat                 |
| Cercle féminin des critiques de films                                   | Les pires images féminines dans un film                     | Cinquante nuances de Grey                                                                    | Nomination              |
| Communauté du circuit des récompenses (Awards Circuit Community Awards) | Meilleure chanson originale                                 | (pour la chanson Love Me Like You Do)                                                        | Nomination              |
| Guilde des superviseurs de musique (Guild of Music Supervisors Awards)  | Meilleure supervision musicale dans les bandes-annonces     | Cole Keller Undercofler                                                                      | Nomination              |
| Prix BMI du cinéma et de la télévision                                  | Prix BMI de la meilleure musique de film                    | Danny Elfman                                                                                 | Lauréat                 |
| Prix de la bande-annonce d'or                                           | Meilleure bande-annonce d'un film romantique                | J.D. Funari, Sohini Sengupta, Universal Pictures, Focus Features et Mark Woolen & Associates | Nomination              |
| Prix de la bande-annonce d'or                                           | Meilleure bande-annonce d'un film romantique                | Universal Pictures et Mark Woolen & Associates                                               | Nomination              |
| Prix de la bande-annonce d'or                                           | Meilleur spot télévisé romantique                           | Universal Pictures UK et Trailer Park                                                        | Nomination              |
| Prix du jeune public                                                    | Meilleure musique pour une chanson d'un film ou d'une série | Ellie Goulding (pour la chanson Love Me Like You Do)                                         | Nomination              |
| Prix Schmoes d'or (Golden Schmoes Awards)                               | Pire film de l'année                                        | Cinquante nuances de Grey                                                                    | Nomination              |

### Distinctions 2016
| Cérémonie ou récompense                                                                     | Catégorie / Récompense                                                                       | Nommé(es) / Lauréat(es) | Nommé(es) / Lauréat(es) |
| ------------------------------------------------------------------------------------------- | -------------------------------------------------------------------------------------------- | --- | ----------------------- |
| Alliance des femmes journalistes de cinéma                                                  | Actrice qui a le plus besoin d'un nouvel agent                                               | Dakota Johnson | Nomination              |
| Association des critiques de cinéma                                                         | Meilleure chanson originale                                                                  | (pour la chanson : Love Me Like You Do)                                                                                               | Nomination              |
| Association des critiques de cinéma de Seattle                                              | Meilleure musique, chanson originale                                                         | The Weeknd, Stephan Moccio et Belly (pour la chanson : Earned It)                                                                     | Nomination              |
| Globes d'or                                                                                 | Meilleure chanson originale                                                                  | Max Martin, Savan Kotecha, Ali Payami, Ilya Salmanzadeh et Tove Lo (pour la chanson : Love Me Like You Do)                            | Nomination              |
| Guilde des superviseurs de musique (Guild of Music Supervisors Awards)                      | Meilleure supervision musicale dans les films d'un budget supérieur à 25 millions de dollars | Dana Sano | Nomination              |
| Guilde des superviseurs de musique (Guild of Music Supervisors Awards)                      | Meilleure chanson / enregistrement créé pour un film                                         | Max Martin, Savan Kotecha, Ali Payami, Ilya Salmanzadeh, Tove Lo, Ellie Goulding et Dana Sano (pour la chanson : Love Me Like You Do) | Nomination              |
| MTV Movie Awards                                                                            | Meilleure révélation                                                                         | Dakota Johnson | Nomination              |
| MTV Movie Awards                                                                            | Meilleur baiser                                                                              | Dakota Johnson et Jamie Dornan | Nomination              |
| Prix Odyssée (Odyssey Awards)                                                               | Pire performance d'acteur                                                                    | Jamie Dornan | Nomination              |
| Oscars du cinéma,                                                                           | Meilleure chanson originale                                                                  | The Weeknd, Belly, DaHeala et Stephan Moccio (pour la chanson : Earned It)                                                            | Nomination              |
| Prix Bobine Noire                                                                           | Meilleure chanson originale                                                                  | The Weeknd, Belly, DaHeala et Stephan Moccio (pour la chanson : Earned It)                                                            | Nomination              |
| Prix Dorian (GALECA: The Society of LGBTQ Entertainment Critics)                            | Film de l'année destiné à un jeune public                                                    | Cinquante Nuances de Grey | Nomination              |
| Prix du Derby d'or                                                                          | Meilleure chanson originale                                                                  | Max Martin, Savan Kotecha, Ali Payami, Ilya Salmanzadeh et Tove Lo (pour la chanson : Love Me Like You Do)                            | Nomination              |
| Prix du public                                                                              | Film dramatique préféré                                                                      | Cinquante nuances de Grey | Nomination              |
| Prix Grammy                                                                                 | Meilleure compilation de sons pour les médias Visuels                                        | Dana Sano et Mike Knobloch | Nomination              |
| Prix Grammy                                                                                 | Meilleure chanson écrite pour les médias visuels                                             | Max Martin, Savan Kotecha, Ali Payami, Ilya Salmanzadeh et Tove Lo (pour la chanson : Love Me Like You Do)                            | Nomination              |
| Prix Grammy                                                                                 | Meilleure chanson écrite pour les médias visuels                                             | The Weeknd, Belly, DaHeala et Stephan Moccio (pour la chanson : Earned It)                                                            | Nomination              |
| Prix internationaux du cinéma en ligne (INOCA) (International Online Cinema Awards (INOCA)) | INOCA de la Meilleure chanson originale                                                      | Max Martin, Savan Kotecha, Ali Payami, Ilya Salmanzadeh et Tove Lo (pour la chanson : Love Me Like You Do)                            | Lauréat                 |
| Prix internationaux du cinéma en ligne (INOCA) (International Online Cinema Awards (INOCA)) | Meilleure chanson originale                                                                  | The Weeknd, Belly, DaHeala et Stephan Moccio (pour la chanson : Earned It)                                                            | Nomination              |
| Prix Razzie,                                                                                | Prix Razzie du Pire film                                                                     | Sam Taylor-Johnson | Lauréat                 |
| Prix Razzie,                                                                                | Prix Razzie du Pire acteur                                                                   | Jamie Dornan | Lauréat                 |
| Prix Razzie,                                                                                | Prix Razzie de la Pire actrice                                                               | Dakota Johnson | Lauréat                 |
| Prix Razzie,                                                                                | Prix Razzie de la Pire combinaison à l’écran                                                 | Jamie Dornan et Dakota Johnson | Lauréat                 |
| Prix Razzie,                                                                                | Prix Razzie du Pire scénario                                                                 | Kelly Marcel | Lauréat                 |
| Prix Razzie,                                                                                | Pire réalisateur                                                                             | Sam Taylor-Johnson | Nomination              |
| Prix Satellites                                                                             | Meilleure chanson originale                                                                  | Love Me Like You Do | Nomination              |
| Prix Yoga (Yoga Awards)                                                                     | Prix Yoga du Pire film étranger                                                              | Sam Taylor-Johnson | Lauréat                 |
| Société des critiques de cinéma de Houston                                                  | Meilleure chanson originale                                                                  | Max Martin, Savan Kotecha, Ali Payami, Ilya Salmanzadeh et Tove Lo (pour la chanson : Love Me Like You Do)                            | Nomination              |

## Analyse

### Différences principales avec le roman
- D'une manière générale, le film comporte beaucoup moins de scènes sexuelles et de textos.
- Après la séance photo, Christian met fin au tête à tête avec Anastasia alors qu'ils sont encore dans le bar. Dans le livre, la conversation prend fin naturellement[69].
- Dans le roman, avant qu'Anastasia ne s'évanouisse dans le bar, Christian danse un peu avec elle, mais pas dans le film[70].
- C'est Kate qui informe Anastasia que sa mère et Bob ne pourront assister à la remise des diplômes et non sa mère[71].
- Dans le livre, Paul a un faible pour Anastasia[72] mais pas dans le film où le garçon ne fait qu'une brève apparition (bien que cela soit suggéré via le plan où on le voit très tactile avec Ana).
- Ethan le frère de Kate est absent du film[73].

Certains personnages ou scènes du premier tome ne sont pas présents mais le seront dans le deuxième film :
- la scène avec les boules geisha[74] ;
- les informations révélées à Anastasia par Christian sur sa mère biologique[75] (dans le film, Christian ne lui révèle rien car elle est endormie) ;
- la rencontre avec madame Jones[76] ;
- la rencontre avec Jack Hyde[77] ;
- l'allusion à Leila[78].

## À noter
- Après le succès du premier volet, une suite, Cinquante nuances plus sombres a été rapidement signée. Cette suite est sortie en février 2017. Dakota Johnson, Jamie Dornan, Eloise Mumford, Luke Grimes, Kim Basinger ainsi que d'autres acteurs reprennent leurs rôles respectifs. Une troisième suite, Cinquante nuances plus claires est sortie en février 2018.